# Haarschuppen-Zahnspinner

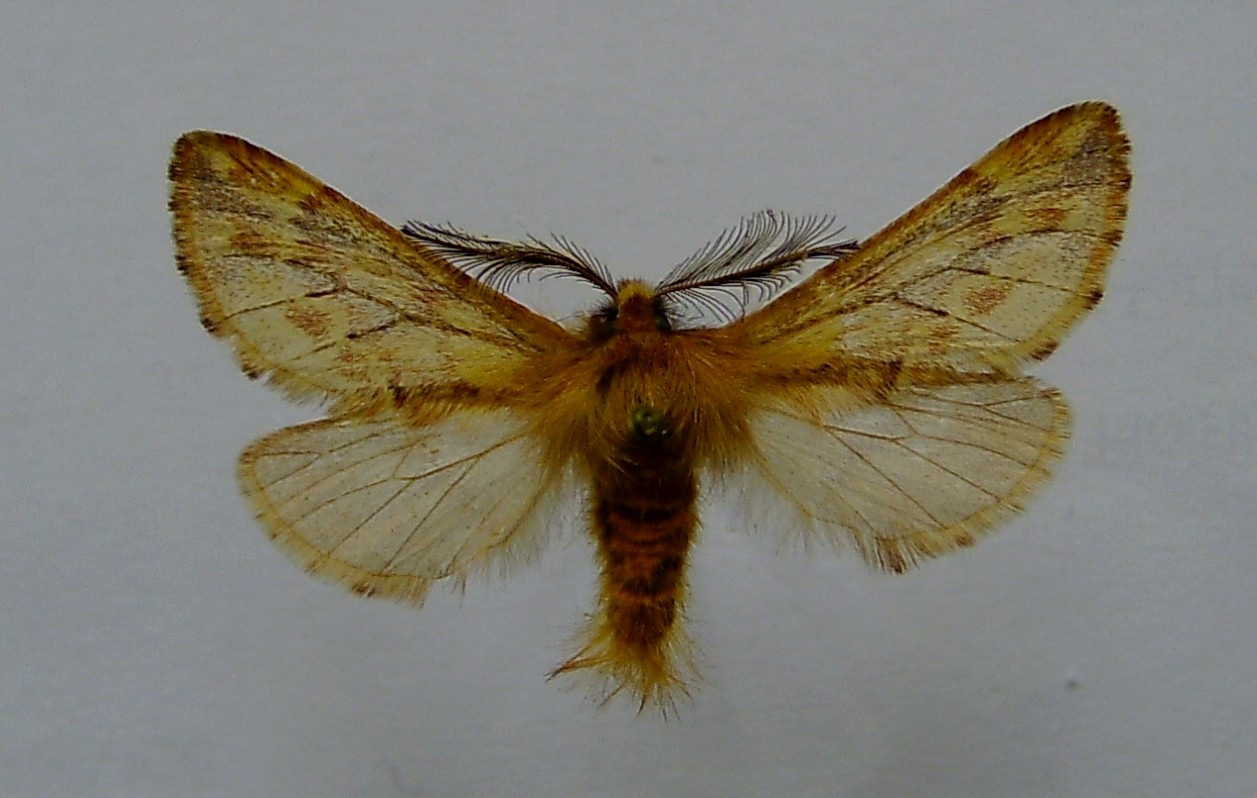
Präparat eines männlichen Falters des Haarschuppen-Zahnspinners

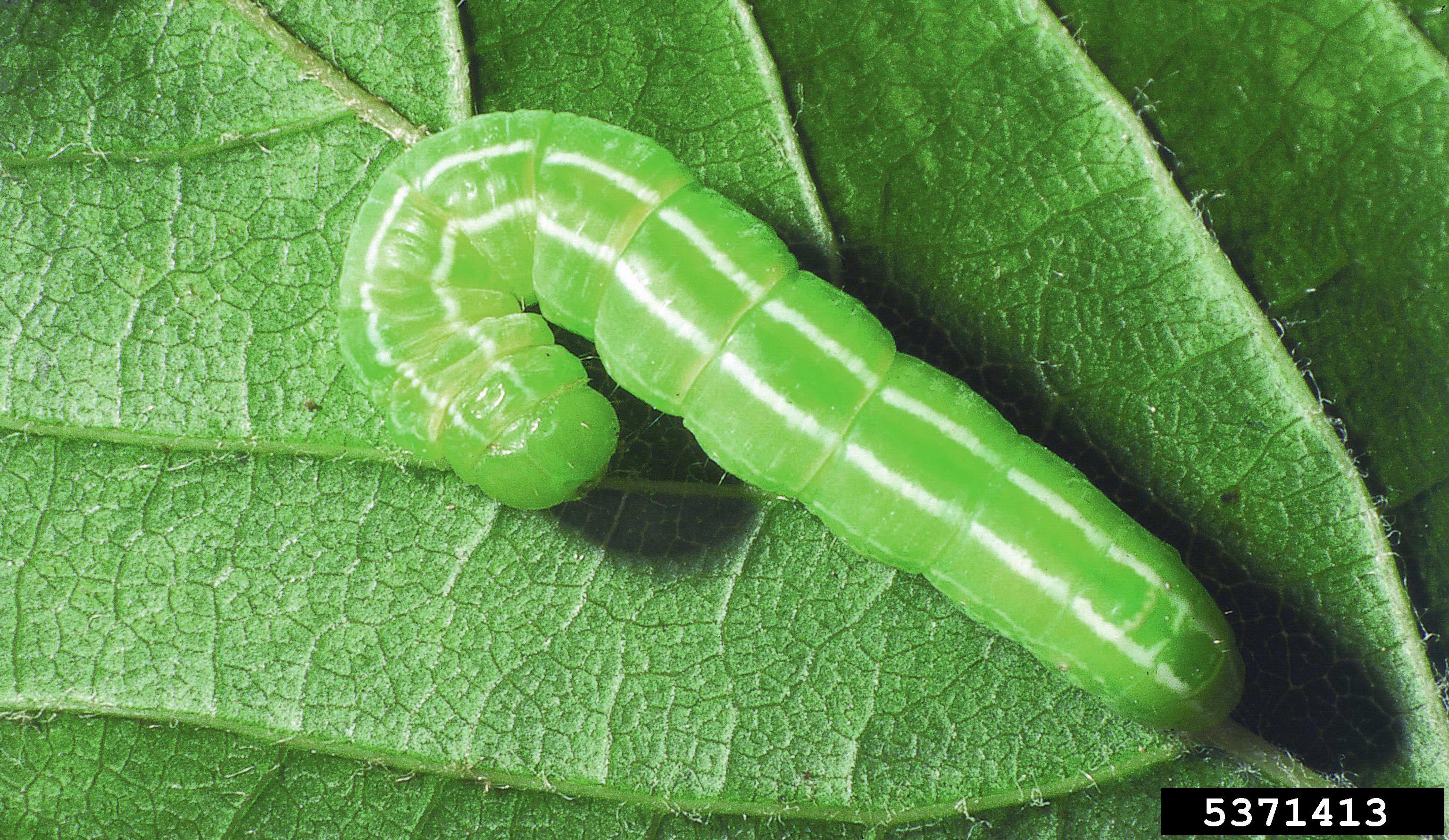
Raupe des Haarschuppen-Zahnspinners

Der Haarschuppen-Zahnspinner (Ptilophora plumigera), gelegentlich auch als Herbst-Zahnspinner, Ahorn-Herbstspinner oder Frostspinner bezeichnet, ist ein Schmetterling (Nachtfalter) aus der Familie der Zahnspinner (Notodontidae).

## Merkmale

### Imago
Die Falter erreichen eine Flügelspannweite von 30 bis 40 Millimetern. Sie variieren stark in der Färbung der Flügel, von hell gelbbraun bis schwärzlich. Die Beschuppung ist dünner als bei anderen Zahnspinnerarten. Die Flügel sind schmal. Die Fühler des Männchens besitzen sehr lange, bis zur Spitze reichende Doppelkammzähne, während die Fühler der Weibchen kurz sägezahnartig sind. Die Palpen sind kurz, der Rüssel verkümmert. Kopf und Thorax sind lang wollig, der Hinterleib kürzer behaart. Aufgrund der schmalen Flügel, der dünnen Beschuppung und der späten Flugzeit ist der Falter nicht zu verwechseln.

### Ei
Das Ei ist hochgewölbt, halbkugelig und am Pol leicht abgeflacht. Es ist dunkelbraun mit hellen Ringen.

### Raupe
Die Raupe wird bis zu 30 Millimeter lang, ist glänzend hellgrün und besitzt zwei schmale weiße Rückenlinien.

### Puppe
Die Puppe ist dunkelbraun, schwarz gefleckt, mit spitzem Kremaster und einer auffallend dünnen Schale.

## Vorkommen
Die Tiere sind in Europa weit verbreitet, gebietsweise nicht selten und kommen östlich bis nach Russland, südlich bis zum Kaukasus und nördlich bis Südskandinavien vor. Sie leben in verschiedenen Lebensräumen, wie trockenen bis mäßig feuchten Laubwäldern, warmen Hängen sowie Parkanlagen und Gärten.

## Lebensweise
Die Falter sind nachtaktiv, fliegen gerne künstliche Lichtquellen an und erscheinen jährlich in einer Generation hauptsächlich im November und Dezember. Damit ist der Haarschuppen-Zahnspinner die am spätesten im Jahr fliegende Zahnspinnerart. Meist erscheinen die Falter erst nach den ersten Nachtfrösten. Bei einem frühen Wintereinbruch können sie auch im zeitigen Frühjahr angetroffen werden. Die Weibchen legen die Eier in kleinen Gruppen an Ahornknospen ab. Die Eier überwintern. Die Raupen leben im Mai und Juni und entwickeln sich bei günstigen Temperaturbedingungen innerhalb von drei Wochen. Die Verpuppung erfolgt am Boden in einem lockeren Gespinst.

### Nahrung der Raupen
Die Raupen ernähren sich hauptsächlich von Feldahorn (Acer campestre) und Bergahorn (Acer pseudoplatanus).